# 波尔·约恩森
波尔·普雷本·约恩森（丹麥語：Poul Preben Jørgensen，1892年2月17日—1973年10月6日），生于尼克宾法尔斯特，丹麦男子竞技体操运动员。他曾代表丹麦获得1912年夏季奥运会体操比赛男子团体自由式铜牌。